# University of Dundee
University of Dundee – szkocka uczelnia państwowa.
Za początek uczelni przyjmuje się rok 1881, w którym przedstawiciele rodziny Baxterów: Mary Ann Baxter i jej kuzyn John Boyd Baxter przekazali 140 tys. funtów na rzecz utworzenia college’u w Dundee. Na jego czele stanęli stosunkowo młodzi ludzie, dyrektorem (Principal) został 26-letni latynista William Peterson, a wykładowcą botaniki Patrick Geddes (nie posiadający formalnego dyplomu). Wśród wykładowców znaleźli się również D'Arcy Wentworth Thompson (biologia, później historia naturalna), James Alfred Ewing (inżynieria) czy Thomas Carnelley (chemia).
W 1889 roku przeprowadzono reformę szkolnictwa wyższego w Szkocji (Universities Scotland Act), na mocy której College Uniwersytecki w Dundee został włączony w struktury University of St Andrews. W 1953 roku część uczelni znajdująca się w Dundee została zreorganizowana, powstał Queen’s College, który stopniowo zwiększał swoją niezależność. W 1967 roku na jego bazie utworzono niezależny University of Dundee.

## Struktura organizacyjna
W skład uczelni wchodzą następujące jednostki organizacyjne:
- Duncan of Jordanstone College of Art & Design
- Szkoła Biznesu (School of Business)
- Szkoła Stomatologii (School of Dentistry)
- Szkoła Edukacji i Pracy Socjalnej (School of Education and Social Work)
- Szkoła Nauk Humanistycznych (School of Humanities)
- Szkoła Nauk Przyrodniczych (School of Life Sciences)
- Szkoła Medycyny (School of Medicine)
- Szkoła Pielęgniarstwa i Nauk o Zdrowiu (School of Nursing and Health Sciences)
- Szkoła Nauk Ścisłych i Inżynierii (School of Science and Engineering)
- Szkoła Nauk Społecznych (School of Social Sciences)